# Red Bull RB6
Red Bull RB6 – bolid teamu Red Bull Racing na sezon 2010. Został on zaprezentowany 10 lutego 2010 w Jerez de la Frontera (Hiszpania) na torze Circuito de Jerez, gdzie tego samego dnia odbyły się jego pierwsze testy.

## Starty

### Podsumowanie
| Ważne wyścigi                 | Ważne wyścigi                                                  |
| ----------------------------- | -------------------------------------------------------------- |
| Debiut                        | Grand Prix Bahrajnu 2010                                       |
| Pierwsze pole position        | Grand Prix Bahrajnu 2010 (#4 Sebastian Vettel)                 |
| Pierwsze punkty               | Grand Prix Bahrajnu 2010 (#4 Sebastian Vettel, #8 Mark Webber) |
| Pierwsze podium               | Grand Prix Malezji 2010 (#1 Sebastian Vettel, #2 Mark Webber)  |
| Pierwsze najszybsze okrążenie | Grand Prix Australii 2010 (#9 Mark Webber)                     |
| Pierwsze zwycięstwo           | Grand Prix Malezji 2010 ( Sebastian Vettel)                    |
| Ostatni                       | Grand Prix Abu Zabi 2010                                       |
| Najwyższe pozycje             |                                                                |
| Kwalifikacje                  | 1                                                              |
| Wyścig                        | 1                                                              |

### Tablica wyników
| Legenda oznaczeń w tabelach wyników Wyświetl szablon na nowej stronie | Legenda oznaczeń w tabelach wyników Wyświetl szablon na nowej stronie                                                                     |
| Oznaczenie                                                            | Wyjaśnienie |
| --------------------------------------------------------------------- | --- |
| Złoty                                                                 | Zwycięzca lub mistrzostwo |
| Srebrny                                                               | 2. miejsce lub wicemistrzostwo |
| Brązowy                                                               | 3. miejsce lub II wicemistrzostwo |
| Zielony                                                               | Ukończył, punktował (w klasyfikacji generalnej, gdy zdobył co najmniej jeden punkt na przestrzeni sezonu, poza trzema powyższymi opcjami) |
| Niebieski                                                             | Ukończył, nie punktował (w klasyfikacji generalnej, gdy nie zdobył co najmniej jednego punktu na przestrzeni sezonu)                      |
| Czerwony                                                              | Nie zakwalifikował się (NZ) |
| Czerwony                                                              | Nie prekwalifikował się (NPK) |
| Różowy                                                                | Nie ukończył (NU) |
| Różowy                                                                | Niesklasyfikowany (NS) (w klasyfikacji generalnej, gdy nie został sklasyfikowany w żadnym wyścigu sezonu)                                 |
| Czarny                                                                | Zdyskwalifikowany (DK) |
| Czarny                                                                | Wykluczony (WYK/EX) |
| Biały                                                                 | Nie wystartował (NW) |
| Biały                                                                 | Kontuzjowany (K/INJ) |
| Biały                                                                 | Wyścig odwołany (OD/C) |
| Bez koloru                                                            | Został wycofany (WYC/WD) |
| Bez koloru                                                            | Nie przybył (NP/DNA) |
| Bez koloru                                                            | Nie brał udziału w treningach (NT/DNP) |
| Bez koloru                                                            | Nie został zgłoszony (–) |
| Pogrubienie                                                           | Start z pole position |
| Kursywa                                                               | Najszybsze okrążenie wyścigu |
| †                                                                     | Nie ukończył, ale jego rezultat został zaliczony ze względu na przejechanie więcej niż 90% dystansu wyścigu.                              |
| *                                                                     | Sezon w trakcie |
| 1/2/3                                                                 | Punktowana pozycja w sprincie kwalifikacyjnym                                                                                             |
| Lista systemów punktacji Formuły 1                                    | |

| Sezon | Konstruktor             | Kierowcy         | Wyniki w poszczególnych eliminacjach | Wyniki w poszczególnych eliminacjach | Wyniki w poszczególnych eliminacjach | Wyniki w poszczególnych eliminacjach | Wyniki w poszczególnych eliminacjach | Wyniki w poszczególnych eliminacjach | Wyniki w poszczególnych eliminacjach | Wyniki w poszczególnych eliminacjach | Wyniki w poszczególnych eliminacjach | Wyniki w poszczególnych eliminacjach | Wyniki w poszczególnych eliminacjach | Wyniki w poszczególnych eliminacjach | Wyniki w poszczególnych eliminacjach | Wyniki w poszczególnych eliminacjach | Wyniki w poszczególnych eliminacjach | Wyniki w poszczególnych eliminacjach | Wyniki w poszczególnych eliminacjach | Wyniki w poszczególnych eliminacjach | Wyniki w poszczególnych eliminacjach | Wyniki kierowców | Wyniki kierowców | Wyniki konstruktora | Wyniki konstruktora |
| Sezon | Konstruktor             | Kierowcy         | Bahrajn                              | Australia                            | Malezja                              |                                      | Hiszpania                            | Monako                               | Turcja                               | Kanada                               | Unia Europejska                      | Wielka Brytania                      | Niemcy                               | Węgry                                | Belgia                               | Włochy                               | Singapur                             | Japonia                              | Korea Południowa                     | Brazylia                             |                                      | Pkt.             | Msc.             | Pkt.                | Msc.                |
| ----- | ----------------------- | ---------------- | ------------------------------------ | ------------------------------------ | ------------------------------------ | ------------------------------------ | ------------------------------------ | ------------------------------------ | ------------------------------------ | ------------------------------------ | ------------------------------------ | ------------------------------------ | ------------------------------------ | ------------------------------------ | ------------------------------------ | ------------------------------------ | ------------------------------------ | ------------------------------------ | ------------------------------------ | ------------------------------------ | ------------------------------------ | ---------------- | ---------------- | ------------------- | ------------------- |
| 2010  | Red Bull Racing Renault | Sebastian Vettel | 4                                    | NS                                   | 1                                    | 6                                    | 3                                    | 2                                    | NS                                   | 4                                    | 1                                    | 7                                    | 3                                    | 3                                    | 15                                   | 4                                    | 2                                    | 1                                    | NS                                   | 1                                    | 1                                    | 256              | 1                | 498                 | 1                   |
| 2010  | Red Bull Racing Renault | Mark Webber      | 8                                    | 9                                    | 2                                    | 8                                    | 1                                    | 1                                    | 3                                    | 5                                    | NS                                   | 1                                    | 6                                    | 1                                    | 2                                    | 6                                    | 3                                    | 2                                    | NS                                   | 2                                    | 8                                    | 242              | 3                | 498                 | 1                   |